# マラジョ文化

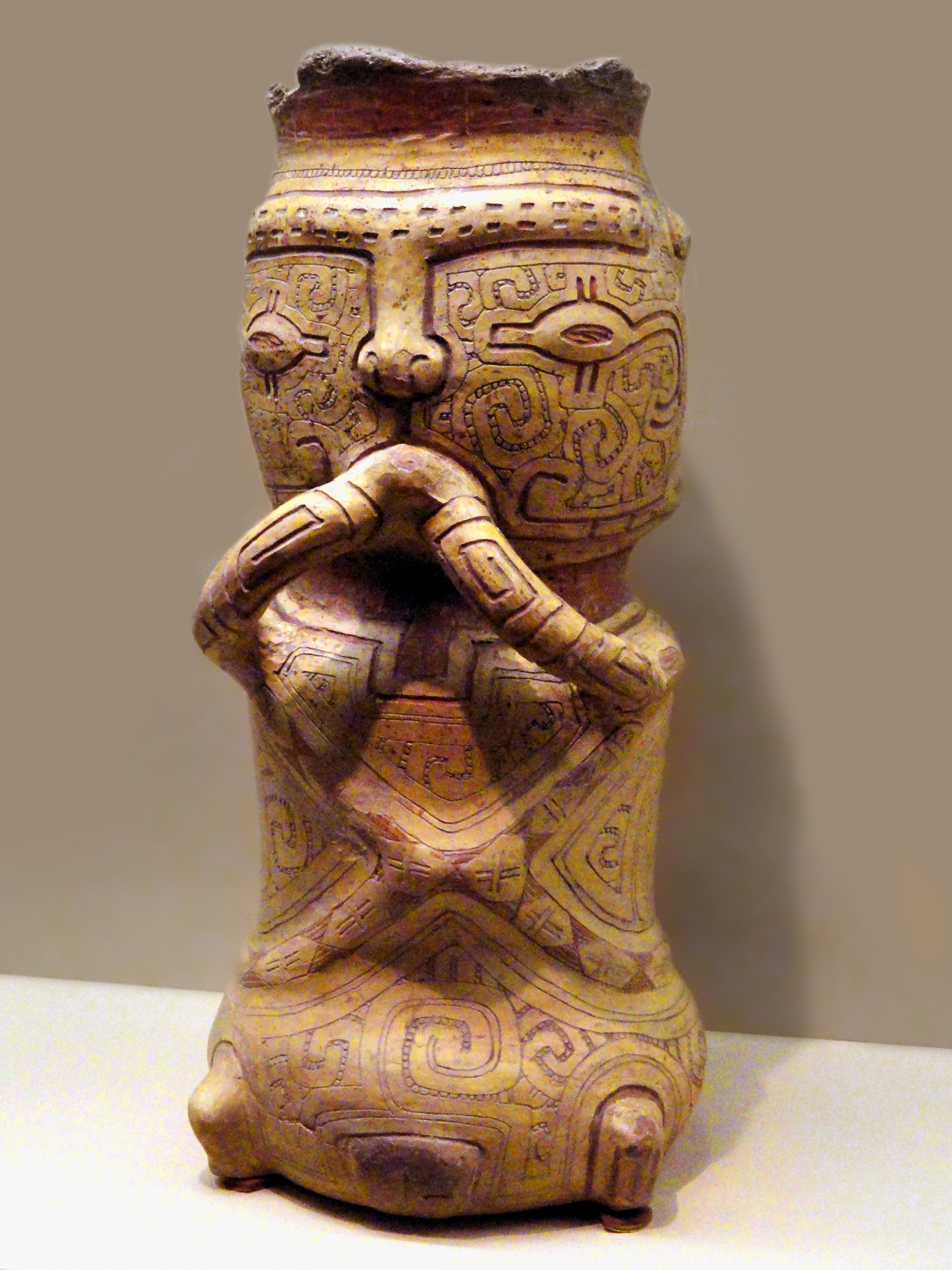
Burial urn, アメリカ自然史博物館

マラジョ文化（英：Marajó culture）は、ブラジルのアマゾン川河口にあるマラジョ島で繁栄した先コロンブス期社会である。

## 解説
研究によれば、紀元800年から紀元1400年の間の文化であるという説が挙げられている。その一方で、マラジョ島における人類の活動が数々の遺跡群から出土した遺物資料によって、紀元前1000年前という非常に早くからあったことが分かる研究結果もある。このマラジョ文化は植民地期に至るまで続いたと思われる。
洗練された土器（大型で精巧な作り、植物・動物表現がされている）がアマゾン地域における最も強いインパクトを与える発見とマラジョ島における複雑化した社会の最初の証拠を提供した。マウンド建造物という証拠がさらに十分な人口とマラジョ島の明らかな複雑化した定住地を示している。

## 終焉
- マラジョ島はヨーロッパ人の征服の直前まで使用されており、放棄された時期は1300年頃と考えられている。(ルーズベルト 1991年: 405).
- この時期以降、建造物の維持や補修がなされなくなり、さらなる建造物がみあたらないという事実から放棄されたことは明らかだ。(ルーズベルト 1991年; メガーズ 1957年).
- 島が放棄されることとなった要因については確定されていない。(ルーズベルト 1991年: 97, 405)